# Potasz (rejon zwinogródzki)
Potasz (ukr. Поташ) – wieś na Ukrainie, w obwodzie czerkaskim, w rejonie zwinogródzkim. W 2001 liczyła 768 mieszkańców, wśród których 751 jako ojczysty język wskazało ukraiński, 15 rosyjski, a 2 mołdawski.